# イケムラレイコ

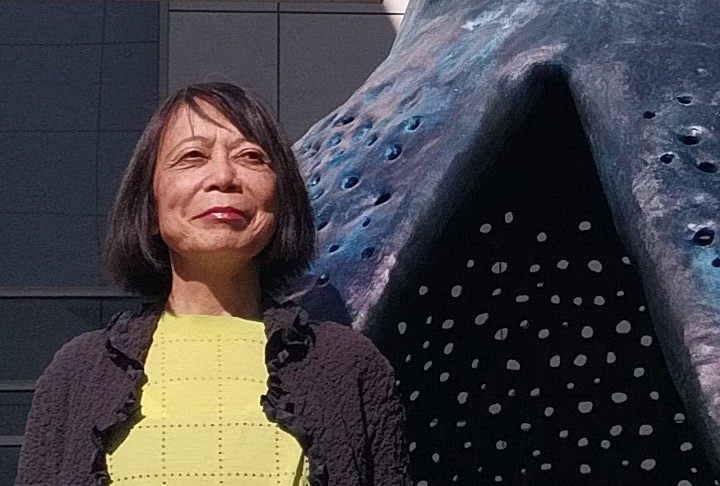
バーデン＝バーデンのフリーダー・ブルダ美術館にて（2023年）

イケムラ レイコ（池村 玲子、Leiko Ikemura 、1951年8月22日 - ）は、日本出身の画家、彫刻家である。ドイツ・ベルリン在住。
三重県津市出身。三重県立津高等学校卒業。大阪外国語大学スペイン語学科卒業後、スペイン・セビージャのセビリア美術大学に留学。スイス・チューリッヒ、ドイツ・ニュルンベルクを経て、ベルリンとケルンを拠点に活動。1991年-2015年、ベルリン芸術大学教授。2014年から女子美術大学客員教授。

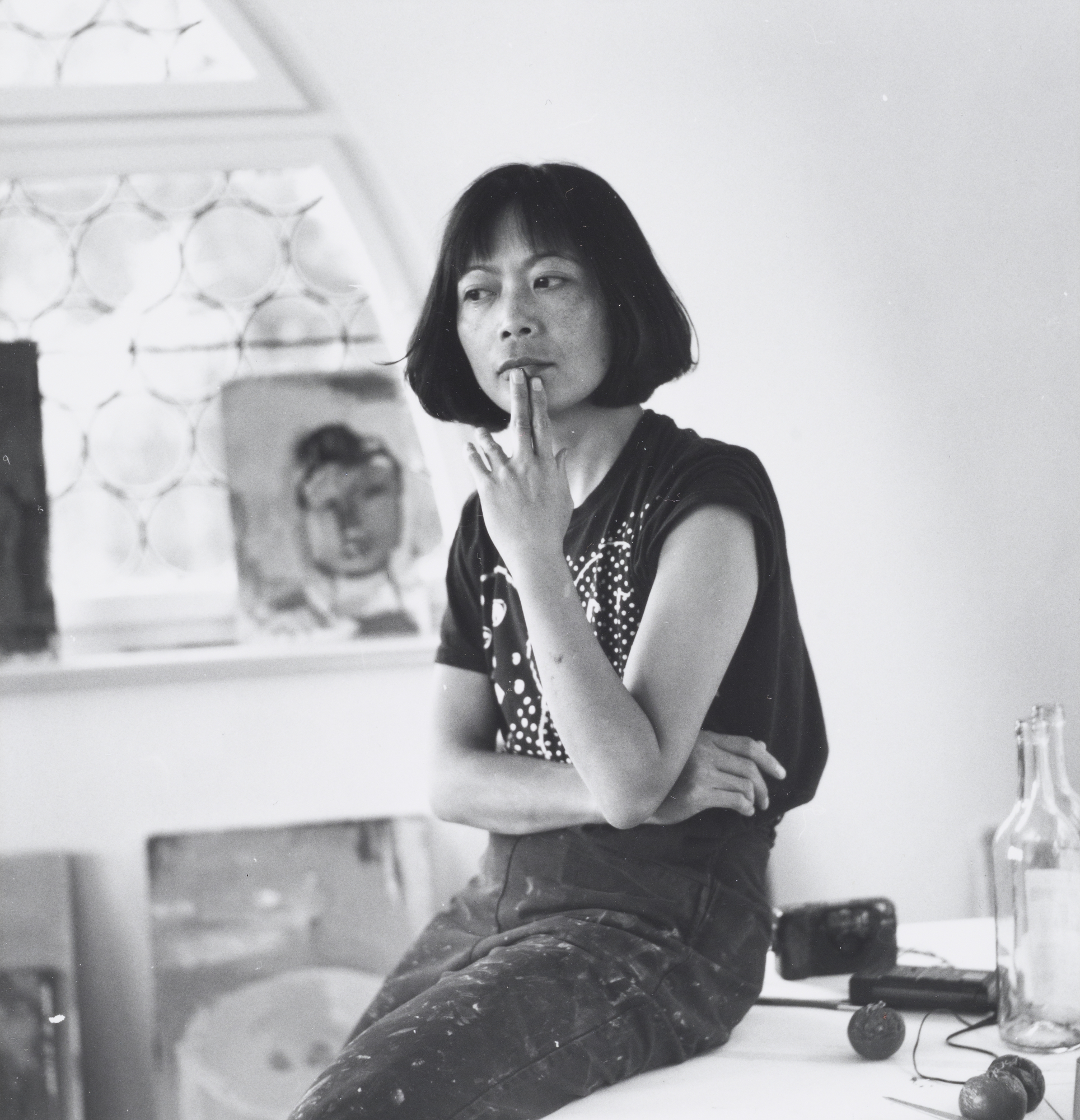
ミュンヘン市博物館にて（1990年から2000年頃バーバラ・ニグル・ラドロフ撮影）

## 受賞歴
- 2020年：第70回芸術選奨文部科学大臣賞[5][6]
- 2014年：ケルンファインアート賞（英語版）、ドイツ
- 2014年：シュパーダ銀行ノルトライン・ヴェストファーレン芸術賞（ドイツ語版）、ドイツ
- 2013年：JaDe賞[7]、JaDe財団、ケルン、ドイツ
- 2008年：アウグスト・マッケ賞（英語版）[8]、ドイツ
- 2007年：イゼルローン美術賞（ドイツ語版）[9]、イゼルローン貯蓄銀行市民財団およびヴェッセル協会、ドイツ
- 2002年：ヨゼフ＆アンニ・アルバース財団によるアーティスト・イン・レジデンス[10]、ニューヘイブン、コネチカット、アメリカ
- 2001年：ドイツ批評家賞美術賞[11]、ドイツ批評家協会、ドイツ
- 1988年：審査委員賞、オリジナルのグラフィック、グレンヘン、スイスの国際トリエンナーレ
- 1983年-1984年: "ニュルンベルガー・シュタットツァイヒナリン（ニュルンベルクの都市画家）"を受賞、副賞としてファーバーカステル社およびニュルンベルク市（ドイツ）によるアーティスト助成を受け、ニュルンベルクに一年間滞在
- 1982年：カイザー、デュッセルドルフ、ドイツの美術賞
- 1981年：スイスのグラフィックアート財団賞、チューリッヒ工科大学 (ETH)チューリッヒ、スイス
- 1981年：チューリッヒ、スイスの街のグラント
- 1981年：キーファー・ファブリッツェル財団による奨学金（ドイツ語版）、スイス連邦文化庁

## 展覧会
近年の大規模な展覧会には下記のものがある。
- 2020年：「Von Ost nach Ost (From East to East)」クンストハレ・ロストック（ドイツ）[12]
- 2019年：「土と星　Our Planet」国立新美術館（東京）[13]
- 2019年：「Nach neuen Meeren (Toward New Seas)」バーゼル美術館（スイス）[14]
- 2018年：「Im Dialog mit Donata und Wim Wenders（ドナータ＆ヴィム・ヴェンダースとの対話）」マックス・リーバーマン・ハウス（ベルリン、ドイツ）
- 2016年：「...und plötzlich dreht der Wind（そして急に風向きが変わる）」ハウス・アム・ヴァルトゼー（ベルリン、ドイツ）[15]
- 2016年：「Poetics of Form」ネヴァダ美術館（レノ、アメリカ）
- 2015年：「All About Girls and Tigers」ケルン東洋美術館（ドイツ）[16]
- 2014年：「Pioon（ぴよ〜ん）」ヴァンジ彫刻庭園美術館（静岡）[17]
- 2013年：「i-migration」カールスルーエ州立美術館（ドイツ）
- 2011年：「うつりゆくもの」東京国立近代美術館・三重県立美術館[18][19]

## パブリックコレクション

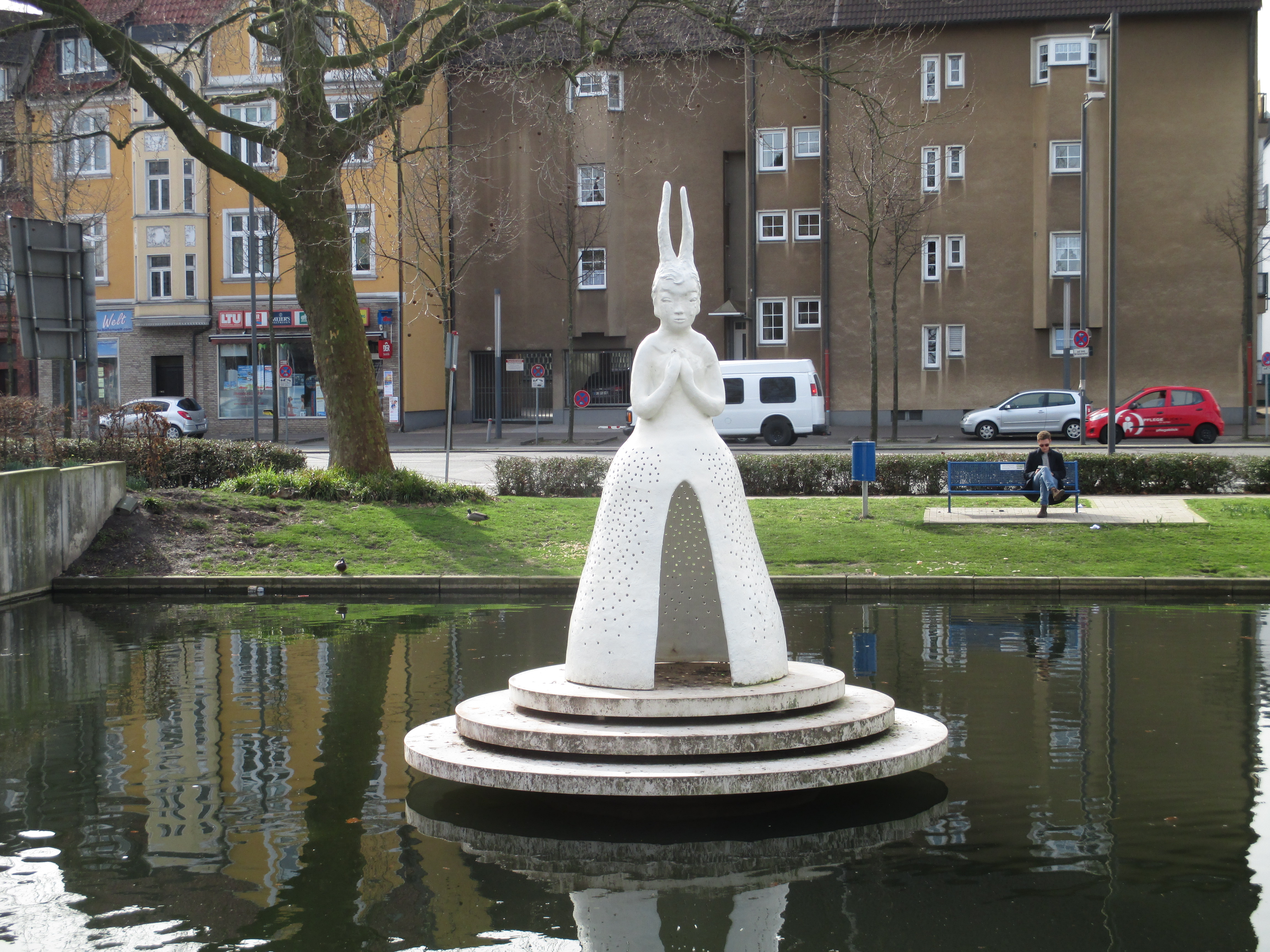
ドイツレックリングハウゼンの公共スペースにある芸術作品「うさぎ観音」

- 美術館国立近代美術館、ポンピドゥー・センター、パリ、フランス
- 東京国立近代美術館 (東京都)
- 国立国際美術館 (大阪府)
- バーゼル市立美術館、バーゼル、スイス
- ベルン美術館、ベルン、スイス
- リヒテンシュタイン美術館、ファドゥーツ、リヒテンシュタイン
- クンストハレ・ニュルンベルク、ニュルンベルク、ドイツ
- 聖コロンバ教会ケルン大司教区美術館、ケルン、ドイツ
- クンストパラスト美術館、デュッセルドルフ、ドイツ
- リンツ・レントス美術館、リンツ、オーストリア
- 栃木県立美術館 (栃木県)
- 豊田市美術館 (愛知県)
- 原美術館 ARC (群馬県)
- 三重県立美術館（三重県）

## 著書
- イケムラレイコ　『どこにも属さない私』　平凡社、2019年
- イケムラレイコ著・国立新美術館監修　『イケムラレイコ 土と星 Our Planet』　求龍堂、2019年
- イケムラレイコ　ウミノコ　ヴァンジ彫刻庭園美術館　ISBN 4903545040
- "アンダルシア"：ジョンヤウ、イケムラレイコ、ウェイドレ、ISBN 3931135969
- "イケムラレイコ"：ウド　キッテルマン、フリーデマン　マルシュ、ノエミ　スモリク、ギャラリーカルステングレーヴェ、パリ、ケルン、ミラノ、フランス語、英語、イタリア語
- "Alpenindianer"イケムラレイコ：建畠晢：佐谷画廊、東京、
- "影"イケムラレイコ：ヨハンジョンカー、アムステルダム、ガブリエレリベットの、ケルン
- "イケムラレイコ：カートハイグル、アントンヴォルフガンググラーフフォンファーバーカステル　クンストハレ　ニュルンベルク

## 脚註
1. ↑   どこにも属さない私. 平凡社
2. ↑  “イケムラレイコ Side B”. archive.momat.go.jp. 2020年11月19日閲覧。[リンク切れ]
3. ↑  “Leiko IKEMURA - ShugoArts”. shugoarts.com. 2020年11月19日閲覧。
4. ↑  “教員紹介”. 女子美術大学 洋画専攻 (2011年2月26日). 2020年11月5日閲覧。
5. ↑  “令和元年度（第70回）芸術選奨文部科学大臣賞及び同新人賞の決定について”.   文化庁 (2020年3月4日). 2020年6月6日閲覧。
6. ↑  “内野聖陽さんらに大臣賞　19年度芸術選奨”. 日本経済新聞電子版.   日本経済新聞社 (2020年3月4日). 2025年6月28日閲覧。
7. ↑  “JaDe-Preis 2013 - JaDe”. www.jadestiftung.org. 2020年11月5日閲覧。[リンク切れ]
8. ↑  “August Macke Preis”. www.augustmackepreis.de. 2020年11月5日閲覧。
9. ↑  “Leiko Ikemura”. www.villa-wessel.de. 2020年11月5日閲覧。
10. ↑  “Josef and Anni Albers Foundation”. 2020年11月5日閲覧。[リンク切れ]
11. ↑  “Verband der deutschen Kritiker e.V.”. web.archive.org (2009年3月7日). 2020年11月5日閲覧。
12. ↑  “Kunsthalle Rostock | Leiko Ikemura”. www.kunsthallerostock.de. 2020年11月19日閲覧。
13. ↑  “イケムラレイコ　土と星　Our Planet｜企画展｜展覧会｜国立新美術館 THE NATIONAL ART CENTER, TOKYO”. www.nact.jp. 2020年11月19日閲覧。
14. ↑  zephir.ch. “Leiko Ikemura” (英語). kunstmuseumbasel.ch. 2020年11月19日閲覧。
15. ↑  “Leiko Ikemura - ... and suddenly the wind turns · HAUS AM WALDSEE” (英語). HAUS AM WALDSEE (2018年8月7日). 2020年11月19日閲覧。
16. ↑  “Museum für Ostasiatische Kunst Köln | All about Girls and Tigers”. museum-fuer-ostasiatische-kunst.de. 2020年11月19日閲覧。
17. ↑  “イケムラレイコ PIOON”. イケムラレイコ　PIOON. 2020年11月19日閲覧。
18. ↑  “展覧会情報イケムラレイコ　うつりゆくもの”. archive.momat.go.jp. 2020年11月19日閲覧。[リンク切れ]
19. ↑  “イケムラレイコ うつりゆくもの 2011.11.8-2012.1.22”. www.bunka.pref.mie.lg.jp. 2020年11月19日閲覧。